# Burghaus Wassenach

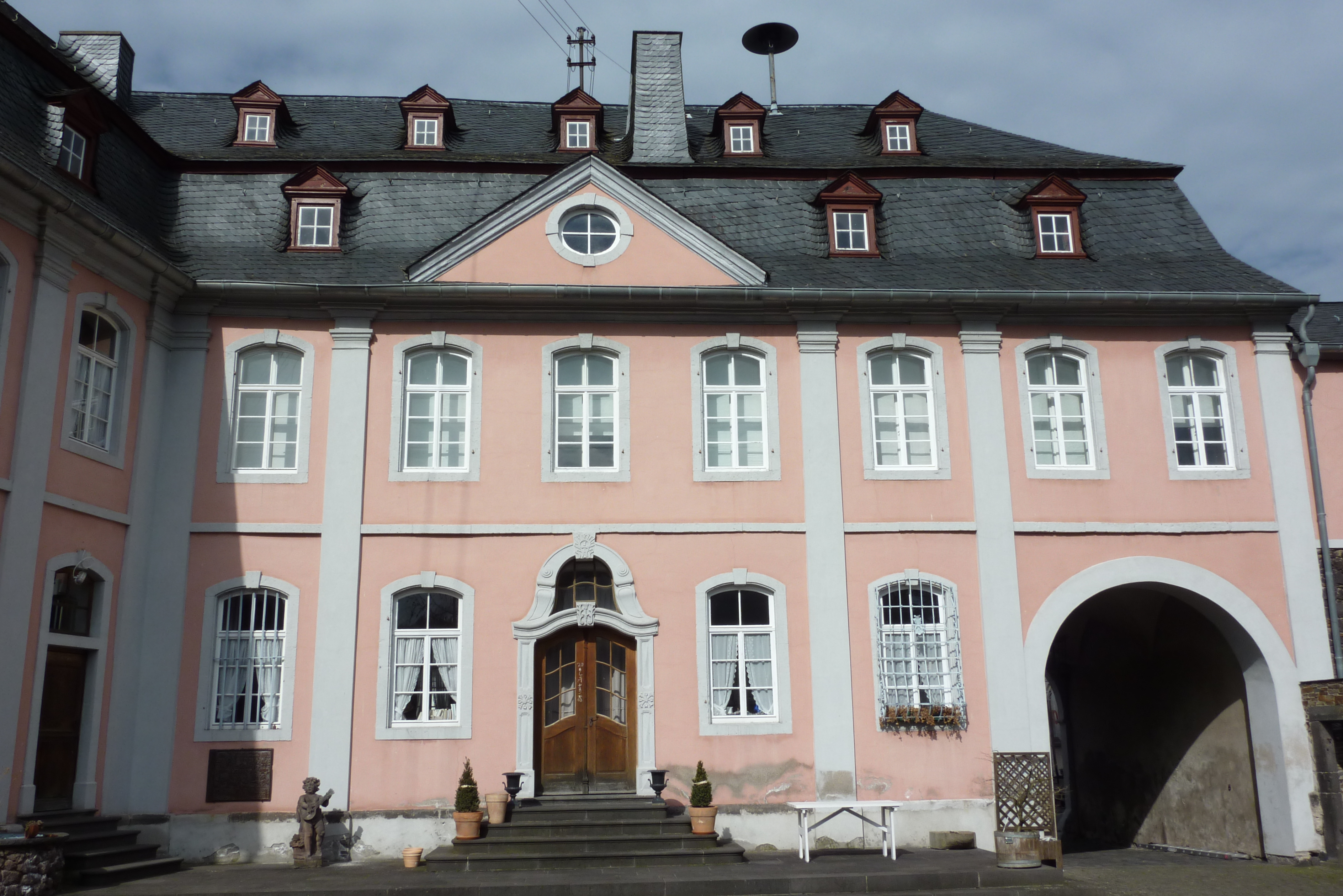
Burghaus Wassenach, Innenhof

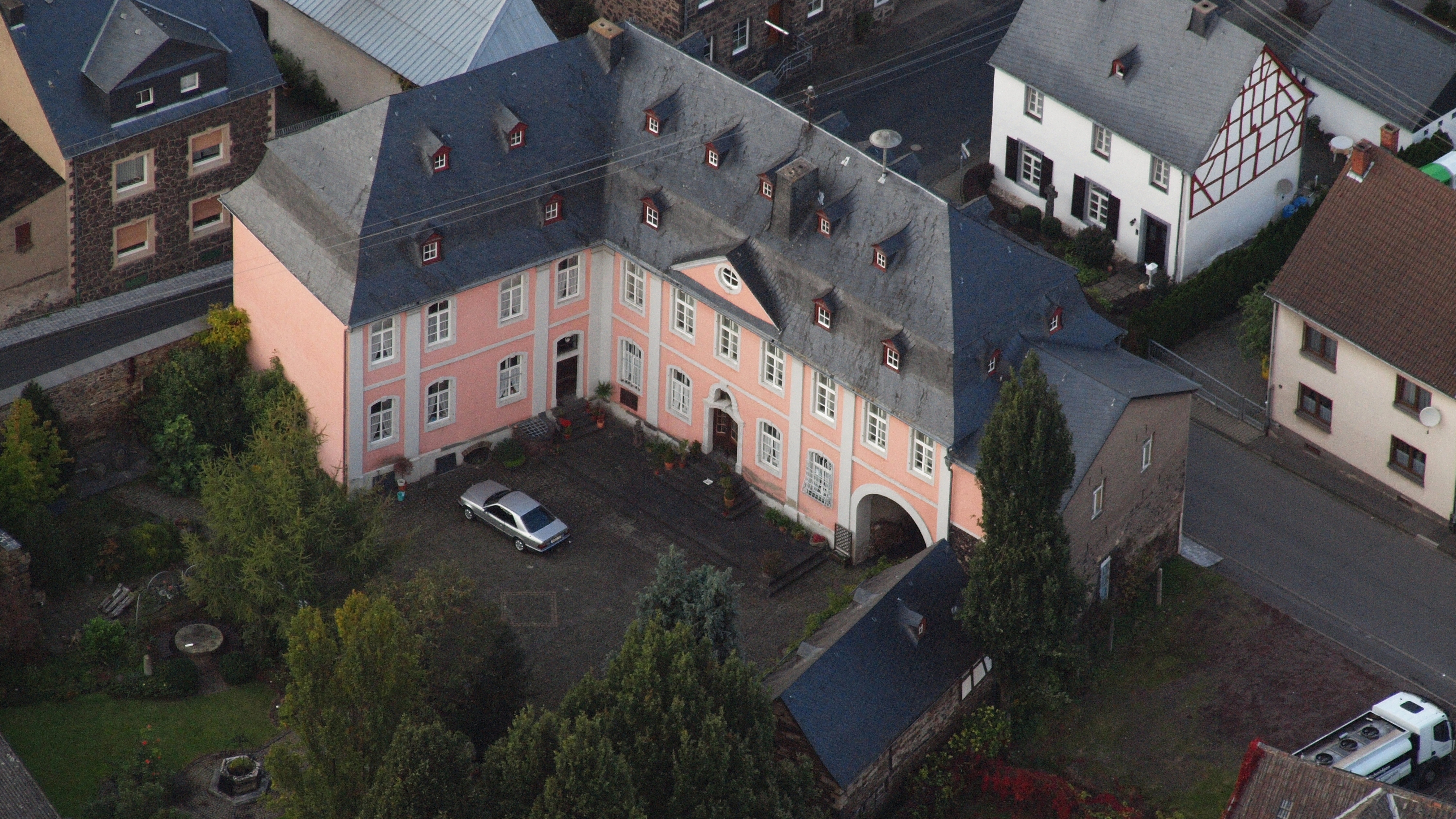
Burghaus Wassenach, Luftaufnahme (2014)

Das Burghaus Wassenach ist ein ehemaliges Burghaus in Wassenach, einer Ortsgemeinde im Landkreis Ahrweiler in Rheinland-Pfalz. Das Burghaus Wassenach ist ein geschütztes Kulturdenkmal.

## Geschichte
Das Burghaus Wassenach, zentral in der Dorfmitte gelegen, wurde im Jahr 1772 von den Herren von Kolb erbaut. Diese Familie erlangte über die Grenzen des Dorfes hinaus Einfluss. Der zweiflügelige barocke Putzbau mit Mansardwalmdach beherbergt heute eine Sammlung alter Musikinstrumente. Außerdem werden dort regelmäßig Konzerte veranstaltet.